# オール・マイ・フレンズ
「オール・マイ・フレンズ」（All My Friends）は、アメリカのダンス・パンクバンドLCDサウンドシステムが2007年に発表した2作目のスタジオ・アルバム『サウンド・オブ・シルバー』に収録された楽曲。LCDサウンドシステムの代表曲の一つであり、音楽メディアのピッチフォークが選ぶ2000年代のベストソング第2位、NMEが選ぶオールタイム・グレイテスト・ソング500にて第91位、「ローリング・ストーンの選ぶオールタイム・グレイテスト・ソング500」（2021年版）において87位にランクされている。

## 概要
2007年3月12日に発売されたLCDサウンドシステムの2作目のスタジオ・アルバム『サウンド・オブ・シルバー』(Sound of Silver)からの2作目のシングルとして5月28日に発売され、全英シングルチャートで41位を記録した。アルバムに収録されたオリジナルバージョンは7分を超す楽曲で、4分ほどに短縮したエディットバージョンのミュージックビデオがTom Kuntz監督により作られた。この曲はピッチフォークやガーディアンが年間ベストトラックの1位に選び、2000年代のベストトラックのリストにも多くの音楽メディアが選出するなど高い評価を受け、LCDサウンドシステムの代表曲となった
。作曲者でボーカルのジェームス・マーフィーは「自分の友達についての曲を書き続けたとしてもあれ以上の曲は作れないと思う」と述べている。

## 評価
| 年     | 発表元             | 部門                                   | 順位 |
| ------ | ------------------ | -------------------------------------- | ---- |
| 2007年 | Guardian Unlimited | Readers' Poll : Top 10 Singles of 2007 | 1位  |
| 2007年 | Pitchfork Media    | Top 100 Tracks of 2007                 | 1位  |
| 2007年 | Rolling Stone      | The 100 Best Songs of 2007             | 20位 |
| 2007年 | Time               | Top 10 Songs of 2007                   | 4位  |
| 2009年 | Pitchfork Media    | The Top 500 Tracks of the 2000s        | 2位  |
| 2009年 | Rolling Stone      | 100 Best Songs Of The 2000s            | 41位 |
| 2014年 | NME                | 500 Greatest Songs of All Time         | 91位 |

## 規格と収録曲
CD
1. "All My Friends" [edit] - 5:59
2. "All My Friends" (Franz Ferdinand version) - 6:06
3. "Freak Out/Starry Eyes" - 12:20
4. "All My Friends" (video)

7" Part One
A. "All My Friends" (Franz Ferdinand version) - 6:06
B. "All My Friends" [edit] - 5:59
7" Part Two
A. "All My Friends" (John Cale version) - 7:38
B. "All My Friends" (album version) - 7:38
12"
1. "All My Friends" (Harvey mix) - 7:02
2. "All My Friends" [album version] - 7:38
3. "Freak Out/Starry Eyes" - 12:20

iTunes EP
1. "All My Friends" [album version] - 7:42
2. "All My Friends" (John Cale version) - 7:38
3. "No Love Lost" - 3:40
4. "Freak Out/Starry Eyes" - 12:22